# Мехиас, Хосуа
Хосуа́ Анто́нио Мехи́ас Гарси́я (исп. Josua Antonio Mejías García; 9 июня 1998, Венесуэла) — венесуэльский футболист, защитник клуба «Дебрецен» и сборной Венесуэлы.

## Карьера

### Клубная
Хосуа начал футбольную карьеру в клубе «Карабобо», за основной состав которого он дебютировал 12 июля 2015 года во встрече с «Петаре». В сезоне 2015 защитник провёл 16 матчей чемпионата, на следующий сезон принял участие в 14 встречах.

### В сборной
В 2017 году Мехиас принял участие в Молодёжном чемпионате Южной Америки. Защитник провёл на турнире восемь матчей своей команды, получившей право выступить на молодёжном чемпионате мира.